# カール・ライネッケ
カール・ハインリヒ・カーステン・ライネッケ（Carl Heinrich Carsten Reinecke, 1824年6月23日 アルトナ - 1910年3月10日 ライプツィヒ）は、ドイツ・ロマン派の作曲家、ピアニスト、指揮者、教育者。

## 略歴
音楽理論や音楽教育書の著作を出していた高名な音楽教育者の父ルドルフ（ヨハン・ペーター・ルドルフ・ライネッケ Johann Peter Rudolph Reinecke, 1795年11月22日 ハンブルク - 1883年8月14日 ゼーゲベルク）に学ぶ。
7歳までに作曲を始め、12歳でピアニストとして初めて公開演奏を行う。1843年、北欧で演奏旅行を行い、引き続きライプツィヒでメンデルスゾーンやシューマンに師事する。1846年にはデンマークにて宮廷ピアニストとなる。1851年、フランツ・リストの娘たち、ブランディーネとコジマにピアノのレッスンをする。のち、作曲家のフェルディナント・ヒラーに乞われてケルン音楽院で教える。1860年にライプツィヒ・ゲヴァントハウス管弦楽団の楽長、音楽院の教授に就任する。1869年2月18日、ブラームスの『ドイツ・レクイエム』を、ライプツィヒ・ゲヴァントハウス管弦楽団を指揮して初演する。1875年、王立プロイセン芸術アカデミーの会員となる。1897年、ライプツィヒ音楽院の院長に就任する。1902年にすべての公職から引退した。
ライプツィヒ音楽院での門下生に、ブルッフ、グリーグ、スヴェンセン、シンディング、サリヴァン、ヤナーチェク、アルベニス、ワインガルトナー、リーマンらがいる。
19世紀の音楽家としては長寿に恵まれたため、晩年になってピアノロールに自作自演を含む吹込みを残した。特に、モーツァルトの『戴冠式』の第2楽章が有名である。現在ではCD化もされている（Archiphon ARC-106など）。

## 作風
初期にはメンデルスゾーンやシューマン、ショパンの影響が顕著であったが、のちにはブラームス作品の持つ綿密さや堅固な構成力が加わった。公職から引退後も死の間際まで作曲活動を続けていたため、創作数は出版作品だけで300曲を超え、未出版の作品を数えると千曲以上ともいわれる。様々な分野の曲を書いているが、魅力的な旋律と創意に富む数多くのピアノ曲でことに有名であった。また、室内楽曲も優れており、フルートソナタ『ウンディーネ』は彼の作品中最も頻繁に演奏される曲である。一方で、『マンフレッド王』 (König Manfred) などのオペラでは成功しなかった。
保守的な音楽観を持ち、名人芸もほとんど用いなかったため、死後は多くの作品が演奏家のレパートリーから消えることとなった。
教育目的で書かれた作品には『ミニチュアソナタ』や『左手のためのピアノソナタ』、『バッハの主題による変奏曲』など創意工夫に富んだものが多く、今日の教育においても使用可能である。
彼が師事したシューマンの作品で合唱曲として名高い『流浪の民』のフルオーケストラ版編曲も手がけた。こちらも長らく埋もれていたが、2010年10月13日、ライプツィヒ大学入学式に於いて同大学管弦楽団・合唱団によって現ゲヴァントハウス大ホールにて蘇演がなされた。

## 作品

### 交響曲
- 交響曲第1番 イ長調 Op.79 (1858年)
- 交響曲第2番 ハ短調 Op.134 (1874年)
- 交響曲第3番 ト短調 Op.227 (1895年)
- 子どもの交響曲（おもちゃの交響曲）ハ長調 Op.239 (1895年)

### 協奏曲
- ハープ協奏曲 ホ短調 Op.182 (1884年)
- ピアノ協奏曲第1番 嬰ヘ短調 Op.72 (1860年)
- ピアノ協奏曲第2番 ホ短調 Op.120 (1872年)
- ピアノ協奏曲第3番 ハ長調 Op.144 (1877年)
- ピアノ協奏曲第4番 ロ短調 Op.254 (1901年)
- チェロ協奏曲 ニ短調 Op.82 (1864年)
- ヴァイオリン協奏曲 ト短調 Op.141 (1876年)
- フルート協奏曲 ニ長調 Op.283 (1908年)

### その他管弦楽曲
- 弦楽セレナーデ ト短調 Op.242

### 室内楽曲
- 3つの易しいピアノ三重奏曲（ハ長調、ホ短調、ヘ長調） Op.159
- フルートソナタ ホ短調 「ウンディーネ」 Op.167(1881年)
- オーボエ、ホルンとピアノのための三重奏曲 イ短調 Op.188
- 弦楽三重奏曲 ハ短調 Op.249

### ピアノ曲
- アンダンテと変奏曲 変ホ長調 Op.6（2台） (1844年)
- 3つのソナチネ Op.47 (1854年)
- ゆりかごから墓場まで Op.202 (1888年)
- 左手のためのピアノソナタ ハ短調 Op.179 (1884年)

### 著作
- Was sollen wir spielen? - Briefe an eine Freundin, Leipzig 1886
- Zur Wiederbelebung der Mozart’schen Clavier-Concerte – Ein Wort der Anregung an die clavierspielende Welt., Leipzig 1891
- Die Beethoven’schen Clavier-Sonaten – Briefe an eine Freundin. 1895, 3. stark vermehrte Auflg. Leipzig 1897

（日本語訳：『ベートーフェンのピアノ・ソナタその解釈と演奏法』馬場二郎訳、中央美術社、1923年5月刊）
- Und manche liebe Schatten steigen auf, Leipzig 1900
- Meister der Tonkunst, Berlin/Stuttgart 1903
- Aus dem Reich der Töne – Worte der Meister, Leipzig 1907
- Erlebnisse und Bekenntnisse – Autobiographie eines Gewandhauskapellmeisters, Doris Mundus (編集), 2005